# Sassacus alboguttatus
Sassacus alboguttatus är en spindelart som först beskrevs av Pickard-Cambridge F. 1901.  Sassacus alboguttatus ingår i släktet Sassacus och familjen hoppspindlar. Inga underarter finns listade i Catalogue of Life.